# Dům čp. 103 s baštou (Štramberk)
Dům čp. 103 stojí na ulici Jaroňkova ve Štramberku v okrese Nový Jičín. Zděný dům byl postaven na konci 18. století. Byl zapsán do Ústředního seznamu kulturních památek ČR před rokem 1988 a je součástí městské památkové rezervace.

## Historie
Na konci 15. století byly k hradebnímu opevnění přistavěny dělové bašty. Dochovaná severní bašta byla přistavěna zevnitř nároží hradby. Půlválcová bašta hradebního opevnění byla po ztrátě svého významu prodána nájemci ve druhé polovině 18. století. Postupně byla přestavěna pro trvalé obývání. V první polovině 19. století byla rozšířena o přístavbu obytné části. Na konci 20. století byl dům přestavěn do dnešní podoby.

## Stavební podoba
Dům je patrová zděná stavba s obdélným půdorysem. Vysunutá část domu při přestavbě byla postavena na kamennou podezdívku, ve které byly vytvořeny provozní prostory. Dům je zastřešen polovalbovou střechou krytou keramickou krytinou. Při poslední rekonstrukci byly středověké zdi zbaveny omítky.